# Poule gasconne
Pour les articles homonymes, voir Gascogne.
La poule gasconne, appelée aussi « gasconne » ou « poule de Gascogne », est une race de poule domestique française.

## Histoire

### Origine
La poule gasconne est une race de poule ancienne implantée dans la vallée de la Garonne, en Gascogne (France) depuis des siècles.  Elle est issue de l'ancien type gaulois. Cette poule a commencé à être connue dès le XVIe siècle car c'est elle qui est utilisée pour faire la poule au pot prônée par Henri IV. Les premiers documents relatifs à la race datent de 1860. À cette époque, sa production est très importante dans le Gers, la Haute-Garonne ou le Tarn-et-Garonne . Jusqu'au début du XXe siècle, elle encore confondue avec la poule landaise et la poule de Caussade. Son standard est défini en plusieurs fois de 1907 à 1920. Ses performances, niveau chair abondante, ponte d’œufs et rusticité, sont mises en avant grâce aux expositions avicoles . Elle est à l'époque considérée comme la meilleure race de poules pondeuses française, d'après un bulletin de la Société centrale d'aviculture de France (SCAF)  ,.
Cependant, son nombre a beaucoup diminué dans les années 1950, avec l'industrialisation de l'agriculture et la création de poules hybrides, meilleures pondeuses acceptant bien mieux les conditions de vie difficiles en batterie. La poule gasconne reste néanmoins une très bonne pondeuse, notamment sur le long terme.
Le nombre de poules gasconnes remonte peu à peu grâce aux éleveurs passionnés participant aux expositions avicoles, aux associations et leur envie de faire perdurer les races françaises.

### Mise en place d'une filière de qualité
En 2003, l’association «  La Poule Gasconne » est créée. Elle regroupe des professionnels et des amateurs souhaitant conserver, faire perdurer et valoriser la race, en présentant des poules et coqs en exposition avicole, en développant leur nombre et en commercialisant des produits qui en sont issus. Les atouts de la race ainsi qu'un gage de qualité sont mis en avant : élevage en plein air, faible densité d'animaux, élevage lent, etc. 
En 2008, l’association Slow Food, qui est un mouvement de sensibilisation à l'écogastronomie et à l'alterconsommation, reconnait les qualités gustatives de la poule gasconne et en fait une de ses sentinelles du goût. 
En 2012, l’association «  La Poule Gasconne » dépose la marque commerciale « Noire d’Astarac-Bigorre » ainsi que la signature qui l’accompagne : « gasconne, fière et gourmande » . 

## Description
La poule gasconne est une volaille de type fermier, svelte, de taille moyenne. Elle a un corps assez arrondi, doté d'une grande queue, pleine et portée relevée presque à la verticale. C'est une race vive, fière et élégante. Elle ressemble à la poule landaise, à la poule de Caussade et à la gauloise dorée mais avec une taille plus forte. 
Cette poule est très vive, fière et élégante. Sportive, elle aime parcourir de grands espaces à la recherche de nourriture. C'est également une volaille intelligente
C'est une volaille « mixte » ponte et chair ; elle se développe rapidement, et pond environ 200 œufs par an.

## Standard
Le standard officiel de la poule gasconne est le suivant :
- Crête : Simple, de grande taille qui est droite chez le coq et qui retombe sur le côté chez la poule pondeuse.
- Oreillons : Rouges.
- Yeux : Noirs.
- Couleur de la peau : Blanche.
- Tarses : 4 doigts de taille moyenne, fins et lisses ; de couleur grise.
- Plumage : Bien fourni.
- Variété(s) : Noir

Grande race :
- Poids idéal : Coq : 2,5 à 3 kg ; Poule : 1,8 à 2,3 kg.
- Œufs : 60-65 g ; environ 150 œufs par an ; coquille blanche.
- Diamètre des bagues : Coq : 18 mm ; Poule : 16 mm.

Naine :
- Poids idéal : Coq : 900 g ; Poule : 800 g.
- Œufs : 35-40 g ; environ 100 œufs par an ; coquille de couleur claire.
- Diamètre des bagues : Coq : 12 mm ; Poule : 11 mm